# 7955 Оґівара
7955 Оґівара (7955 Ogiwara) — астероїд головного поясу, відкритий 18 листопада 1993 року.
Тіссеранів параметр щодо Юпітера — 3,329.
Названо на честь Оґівара (яп. おぎわら(荻原) оґівара)